# Ciudad 21

Esquema de los tres pilares del desarrollo sostenible, objetivo de Ciudad 21.

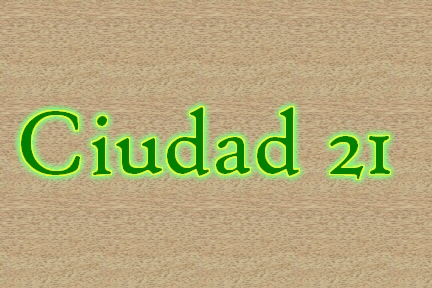
Ciudad 21.

Ciudad 21 es un proyecto conjunto de la Red de Ciudades Sostenibles de Andalucía (RECSA) puesto en marcha el año 2002 como consecuencia de un convenio entre la Federación Andaluza de Municipios y Provincias (FAMP) y de la Consejería de Medio Ambiente de la Junta de Andalucía para mejorar el medio ambiente andaluz, su paisaje rural y para poder alcanzar el desarrollo sostenible.
El programa da ayudas a los municipios integrantes para que promuevan una serie de medidas con el objetivo de hacer que el municipio en cuestión mejore la calidad del medio ambiente urbano, se promueva la conservación de los recursos naturales y una mejora progresiva de la calidad ambiental.

## Medidas
El conjuntos de medidas propuestas por Ciudad 21 se fundamenta en tres puntos:
- El uso sostenible de los recursos naturales en las ciudades.
- La mejora de la calidad del medio ambiente urbano.
- Aspectos generales de planificación, participación, cooperación municipal y gestión ambiental.

Y más específicamente orientado en las siguientes líneas de trabajo:
- Establecimiento de una red de municipios en pro de la mejora de nuestro medio físico.
- Cooperación, colaboración y coordinación con otras administraciones, organizaciones sociales, económicas, culturales, ecologistas, vecinales, consumidores, etc.
- Promoción de una participación ciudadana activa, informada y responsable.
- Comprometer a los municipios para que asuman, por medio de la implantación de Agendas Locales 21 en sus respectivos ámbitos, los principios y valores del desarrollo sostenible en la gestión política municipal. Elaboración de indicadores ambientales básicos y comunes para los municipios de Andalucía como presupuesto previo a la futura evaluación y riguroso seguimiento de los avances y mejoras medioambientales.
- Divulgar y concienciar a la sociedad sobre la necesidad de modificar las pautas del actual modelo económico que tiende a lo insostenible.
- Elaboración y edición de estudios y análisis sobre diversos aspectos de la problemática ambiental en nuestras ciudades y pueblos (ruido, energía, agua, residuos, contaminación, actividad industrial, etc.)
- Celebración de jornadas técnicas y seminarios sobre indicadores ambientales.

Muchos de los municipios adheridos al protocolo mejoran las zonas verdes, dan subvenciones a los particulares que usan energías renovables y crean parques solares, eólicos, etc.; entre sus las medidas

## Adhesión al programa
Requisitos:

- Ser un municipio andaluz de más de 5.000 habitantes.
- Estar comprometido en alcanzar la sostenibilidad.
- Aprobación del Pleno del Ayuntamiento.
- Adherirse a la FAMP.

## Municipios adheridos

### Provincia de Almería
- Adra
- Almería
- Berja
- Carboneras
- Huércal de Almería
- Huércal-Overa
- Laujar de Andarax
- Mojonera, La
- Ohanes
- Pulpí
- Roquetas de Mar
- Vícar

### Provincia de Cádiz
- Chiclana de la Frontera
- Jerez de la Frontera
- Línea de la Concepción, La
- Puerto de Santa María, El
- Puerto Real
- Rota
- San Fernando
- San Roque
- Sanlúcar de Barrameda
- Ubrique
- Vejer de la Frontera
- Villamartín

### Provincia de Córdoba
- Aguilar de la Frontera
- Baena
- Cabra
- Carlota, La
- Córdoba
- Fernán Núñez
- Fuente Palmera
- Lucena
- Montilla
- Montoro
- Palma del Río
- Peñarroya-Pueblonuevo
- Pozoblanco
- Priego de Córdoba
- Puente Genil
- Rute
- Villanueva de Córdoba

### Provincia de Granada
- Albolote
- Armilla
- Baza
- Las Gabias
- Granada
- Guadix
- Huétor Vega
- Loja
- Motril
- Ogíjares
- Salobreña
- Santa Fe
- La Taha

### Provincia de Huelva
- Almonte
- Ayamonte
- Cartaya
- Isla Cristina
- Lepe
- Palos de la Frontera
- Punta Umbría
- Valverde del Camino

### Provincia de Jaén
- Alcalá la Real
- Andújar
- Bailén
- Iznatoraf
- Linares
- Santisteban del Puerto
- Torredelcampo
- Torredonjimeno
- Úbeda
- Villacarrillo
- Villanueva del Arzobispo

### Provincia de Málaga
- Álora
- Antequera
- Archidona
- Ardales
- Casares
- Fuente de Piedra
- Málaga
- Marbella
- Mijas
- Moclinejo
- Ojén
- Parauta
- Rincón de la Victoria
- Torrox
- Vélez-Málaga

### Provincia de Sevilla
- Alcalá de Guadaíra
- Arahal
- Cabezas de San Juan, Las
- Camas
- Carmona
- Castilleja de la Cuesta
- Coria del Río
- Dos Hermanas
- Écija
- Ginés
- Lebrija
- Mairena del Aljarafe
- Marchena
- Morón de la Frontera
- Osuna
- Palacios y Villafranca, Los
- Puebla del Río, La
- Rinconada, La
- San Juan de Aznalfarache
- Sevilla
- Tomares
- Utrera
- Viso del Alcor, El

## Medios de información
- Página web
- Revista